# Mesechenet
Mesechenet (früher: Meschenet) ist eine altägyptische Geburts- und Totengöttin.

## Bedeutung
Als Geburtsgöttin überwacht sie nicht nur die Geburt eines Kindes, sondern bestimmt auch bereits über dessen Schicksal. Als Totengöttin verhilft sie mit den Göttern Schai und Renenutet zur Wiedergeburt, daher wird sie auch beim Totengericht dargestellt. Sie tritt als Geburtsziegel immer in Verschmelzung mit einer der Geburtsgöttinnen auf: 
- Mesechenet-weret: Tefnut als erster Geburtsziegel[1]
- Mesechenet-aachet: Nut als zweiter Geburtsziegel[1]
- Mesechenet-neferet: Isis als dritter Geburtsziegel[1]
- Mesechenet-menchet: Nephthys als vierter Geburtsziegel[1]

## Darstellung
Abgebildet wird sie als Frauengestalt mit dem Uterus einer Kuh auf dem Kopf, meistens jedoch als Ziegelstein (Geburtsziegel) mit einem weiblichen Kopf an der Stirnseite.